# 339 aC
El 339 aC va ser un any del calendari romà pre-julià. A l'Imperi Romà es coneixia com l'Any del Consolat de Mamercí i Filó (o també any 415 Ab urbe condita).

## Esdeveniments
- Tiberi Emili Mamercí i Quint Publili Filó són cònsols.[1]
- Quint Publili Filó va ser nomenat dictador i amb aquest càrrec va aprovar diverses lleis, la Lex Publilia de censoribus, que ordenava que un dels dos censors que es nomenaven cada any havia de ser forçosament plebeu, mentre que l'altre seria patrici,[2] i la llei Publilia de legibus que establia que el senat romà havia d'autoritzar les lleis que havien de ser votades als comicis centuriats abans de poder iniciar la votació.[3]
- Xenòcrates de Calcedònia és nomenat escolarca de l'Acadèmia platònica.[4]